# メトロポリタン・ディビジョン
メトロポリタン・ディビジョン(Metropolitan Division)はNHL、イースタン・カンファレンスの地区の一つ。

## 現在の所属チーム
2021-22シーズンから現在にかけて次の8チームが所属している。
- カロライナ・パンサーズ
- コロンバス・ブルージャケッツ
- ニュージャージー・デビルズ
- ニューヨーク・アイランダース
- ニューヨーク・レンジャース
- フィラデルフィア・フライヤーズ
- ピッツバーグ・ペンギンズ
- ワシントン・キャピタルズ

## チーム別優勝回数
過去の所属チームも含む。
太字は現在も所属しているチーム。
| チーム                         | 優勝回数 | 最近優勝したシーズン |
| ------------------------------ | -------- | -------------------- |
| ワシントン・キャピタルズ       | 6        | 2025                 |
| カロライナ・ハリケーンズ       | 2        | 2023                 |
| ニューヨーク・レンジャース     | 2        | 2024                 |
| ピッツバーグ・ペンギンズ       | 1        | 2014                 |
| コロンバス・ブルージャケッツ   | -        | -                    |
| ニュージャージー・デビルズ     | -        | -                    |
| ニューヨーク・アイランダース   | -        | -                    |
| フィラデルフィア・フライヤーズ | -        | -                    |